# Luka Mitrović
Pour les articles homonymes, voir Mitrović.
Luka Mitrović (en alphabet cyrillique serbe Лука Митровић), né le 21 mars 1993 à Novi Sad, est un joueur serbe de basket-ball. Il évolue au poste d'ailier fort.

## Biographie
Le 25 juin 2015, il est drafté en 60e position par les 76ers de Philadelphie.
Le 10 juillet 2015, ses droits sont transférés aux Kings de Sacramento avec les droits sur Artūras Gudaitis contre Nik Stauskas, Carl Landry, Jason Thompson, un futur premier tour de draft, le droit d'intervertir les premiers tours de 2016 et 2017.
En janvier 2019, Mitrović rejoint le UCAM Murcie.
En juin 2021, Mitrović retourne à l'Étoile rouge de Belgrade pour la saison 2021-2022.

## Palmarès
- Champion du Monténégro : 2021
- Vainqueur de la coupe du Monténégro : 2021
- Champion de la Ligue adriatique (2015)
- Champion de Serbie (2015)
- 5 fois vainqueur de la Coupe de Serbie (2013, 2014, 2015, 2017, 2022)